# Эгекент 2
Эгекент 2 — станция системы пригородных электричек İZBAN. Была построена (вклинена) в 2001 году Турецкими государственными железными дорогами на участке Железной дороги Измир-Афьон рядом с появивишимися новыми жилыми районами на границе Измира. Рядом со станцией проходит европейский маршрут E87 Анталья-Одесса.
На станции запрещена высадка/посадка пассажиров с велосипедами, несмотря на то что проход с велосипедами в пригородной электричке и метро Измира свободный. Сотрудники станции объясняют это тем, с тем что станция не оборудована «обычными» лестницами. Выход/вход на остановочную островную осуществляется через эскалаторы и лифты, а провоз велосипедов по правилам İZBAN в них запрещен.

## Автобусное сообщение
- 128 Эгекент — Эгекент 2
- 748 Менемен — Йенифоча
- 800 Менемен — Борнова
- 848 Улукент — Койундере